# Sherwood (Arkansas)
Sherwood é uma cidade localizada no estado americano do Arkansas, no Condado de Pulaski.

## Demografia
Segundo o censo americano de 2000, a sua população era de 21.511 habitantes.
Em 2006, foi estimada uma população de 23.422, um aumento de 1911 (8.9%).

## Geografia
De acordo com o United States Census Bureau tem uma área de 36,4 km², dos quais 35,8 km² cobertos por terra e 0,6 km² cobertos por água.

## Localidades na vizinhança
O diagrama seguinte representa as localidades num raio de 16 km ao redor de Sherwood.